# Air Fair

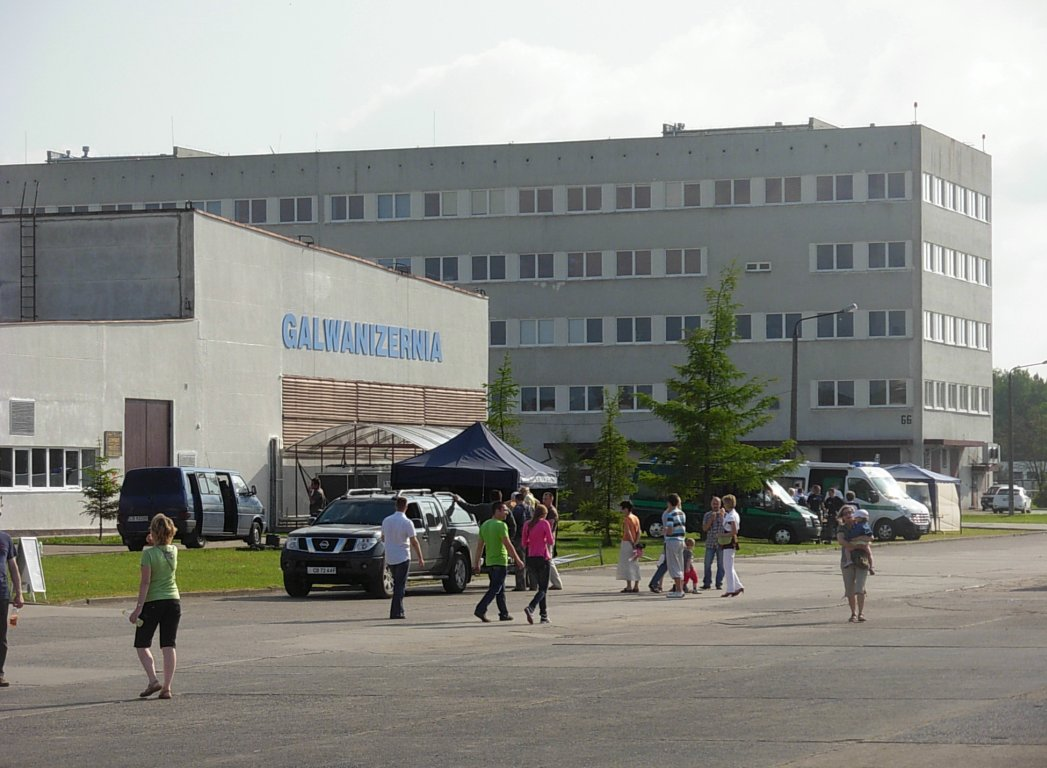
Wojskowe Zakłady Lotnicze nr 2, na terenie których odbywają się targi i wystawa

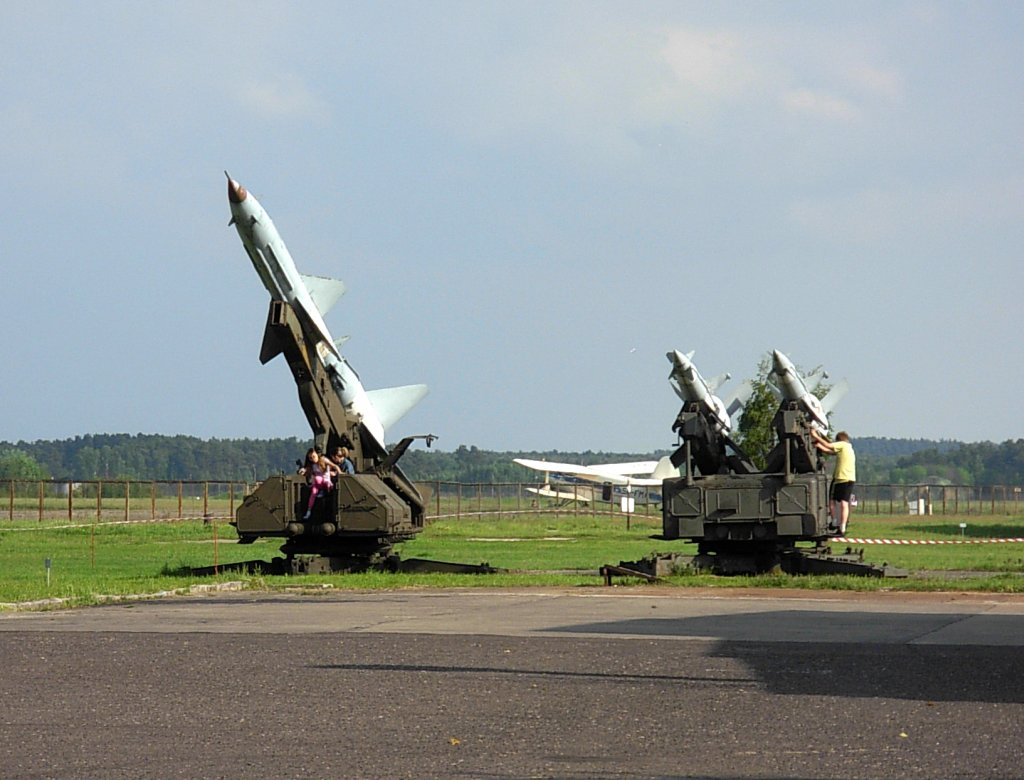
Fragment wystawy

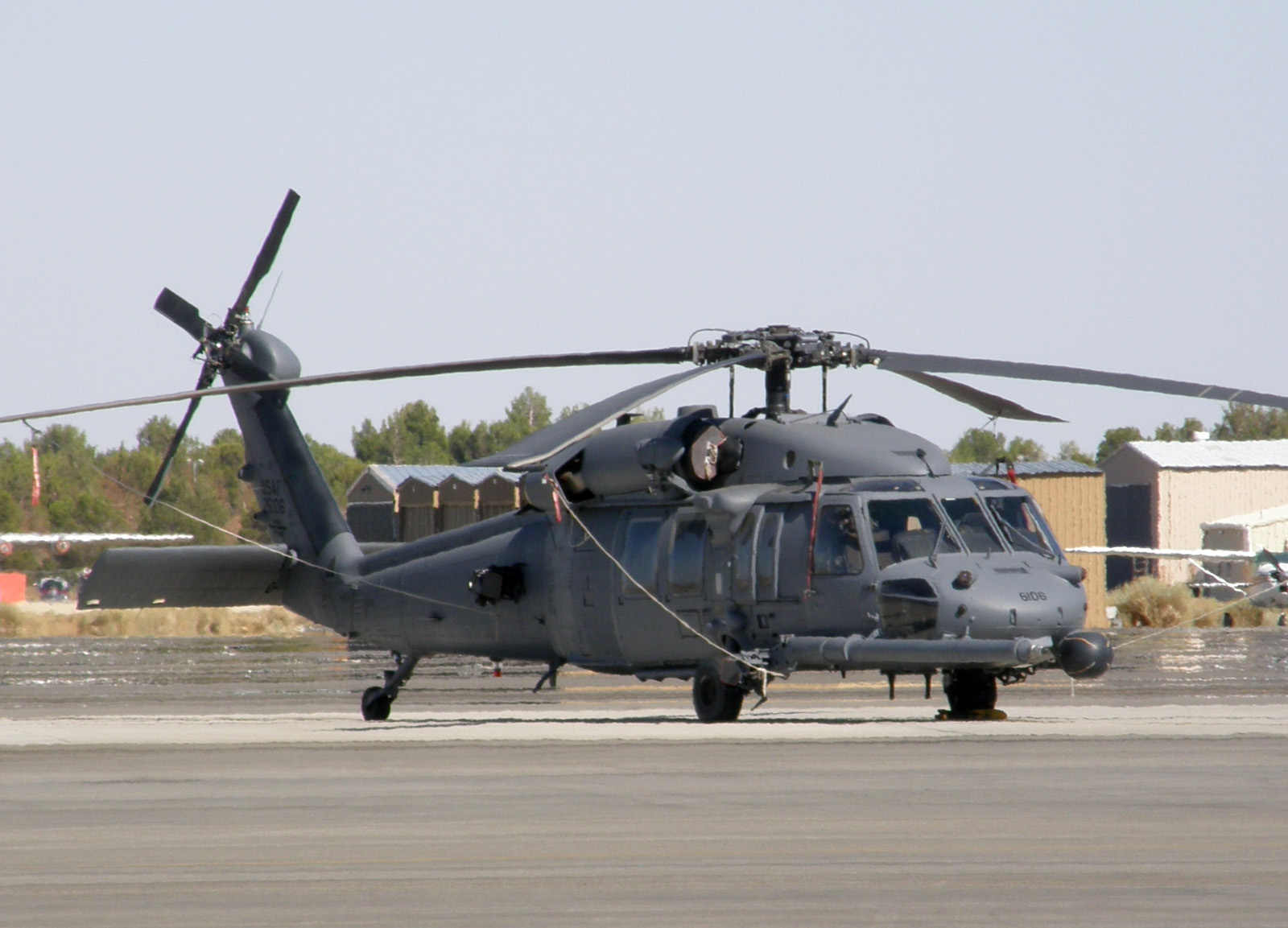
Sikorsky UH-60 Black Hawk, prezentowany w 2012

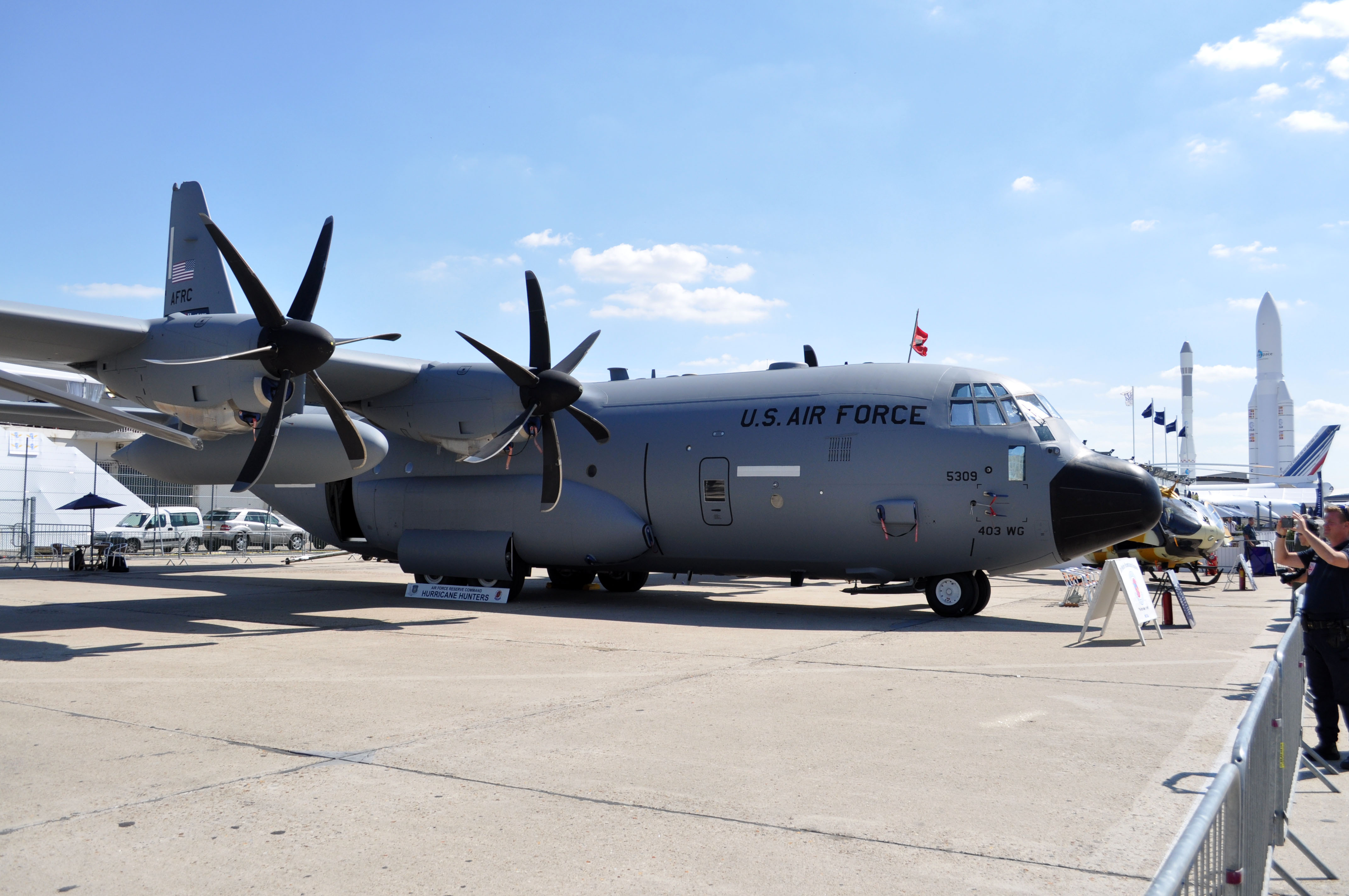
Lockheed C-130 Hercules, prezentowany w 2012 i 2015

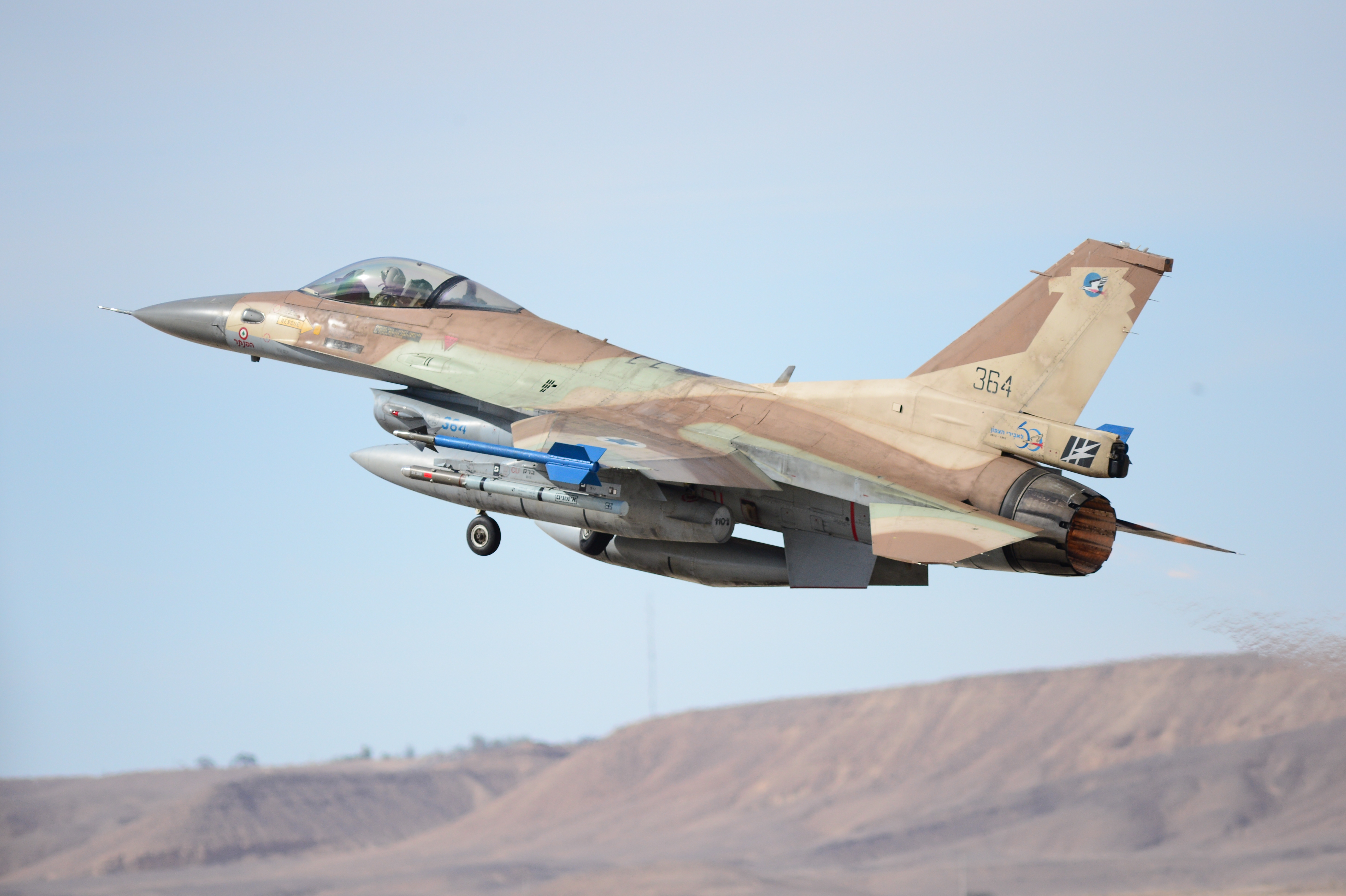
General Dynamics F-16 Fighting Falcon

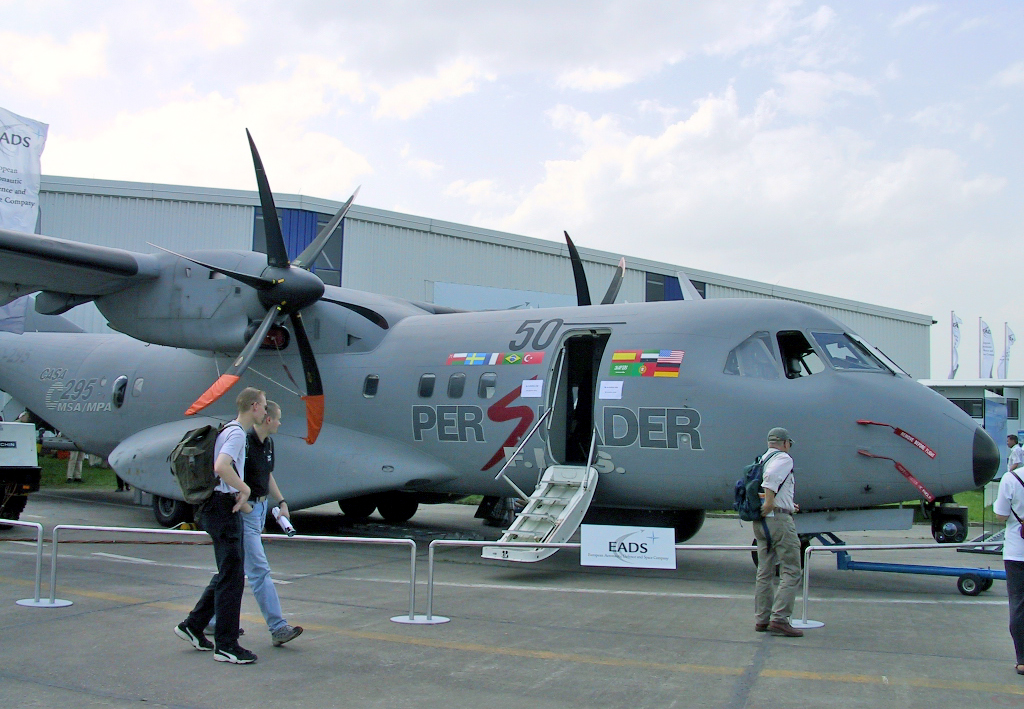
CASA C-295, prezentowana w 2015

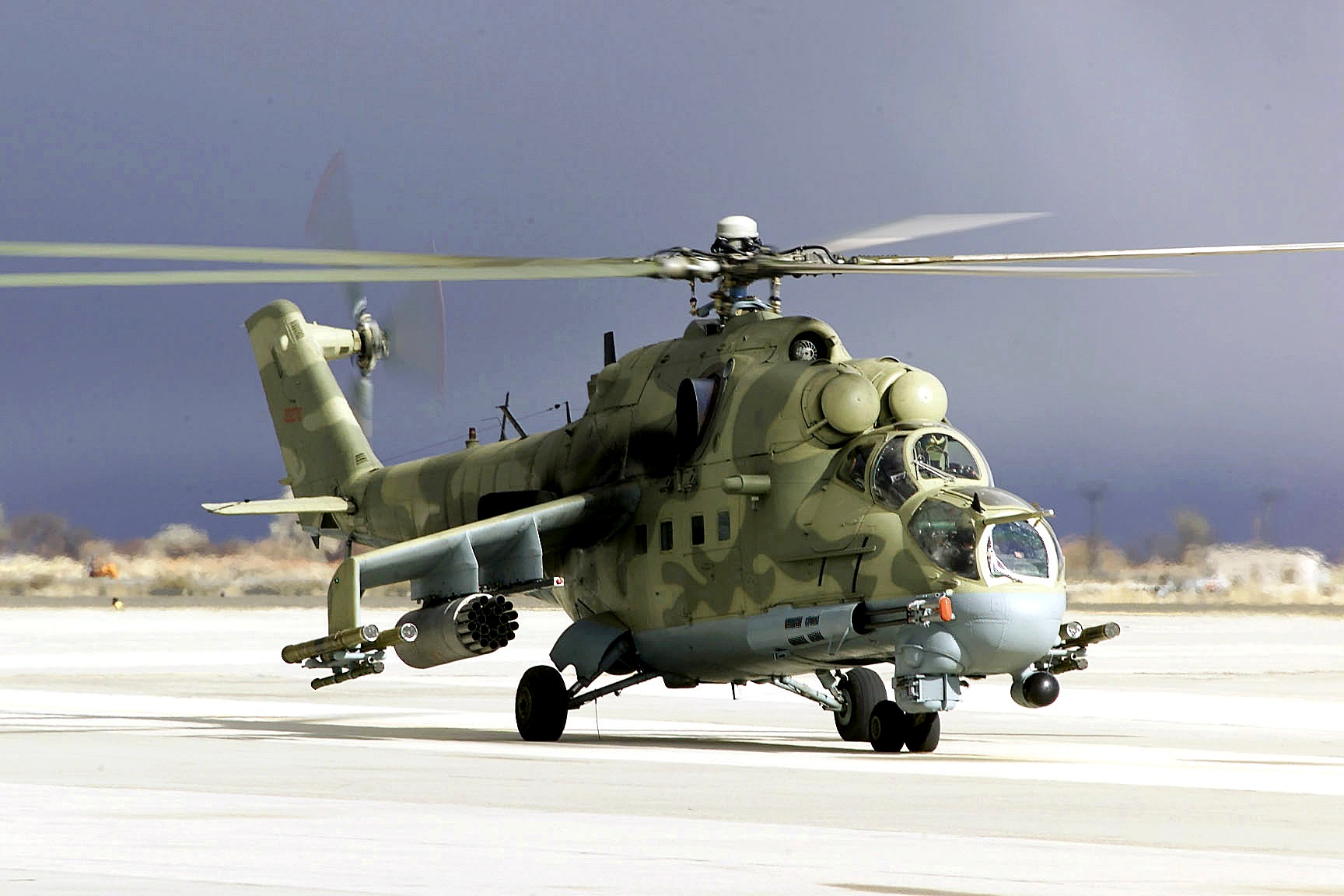
Mi-24

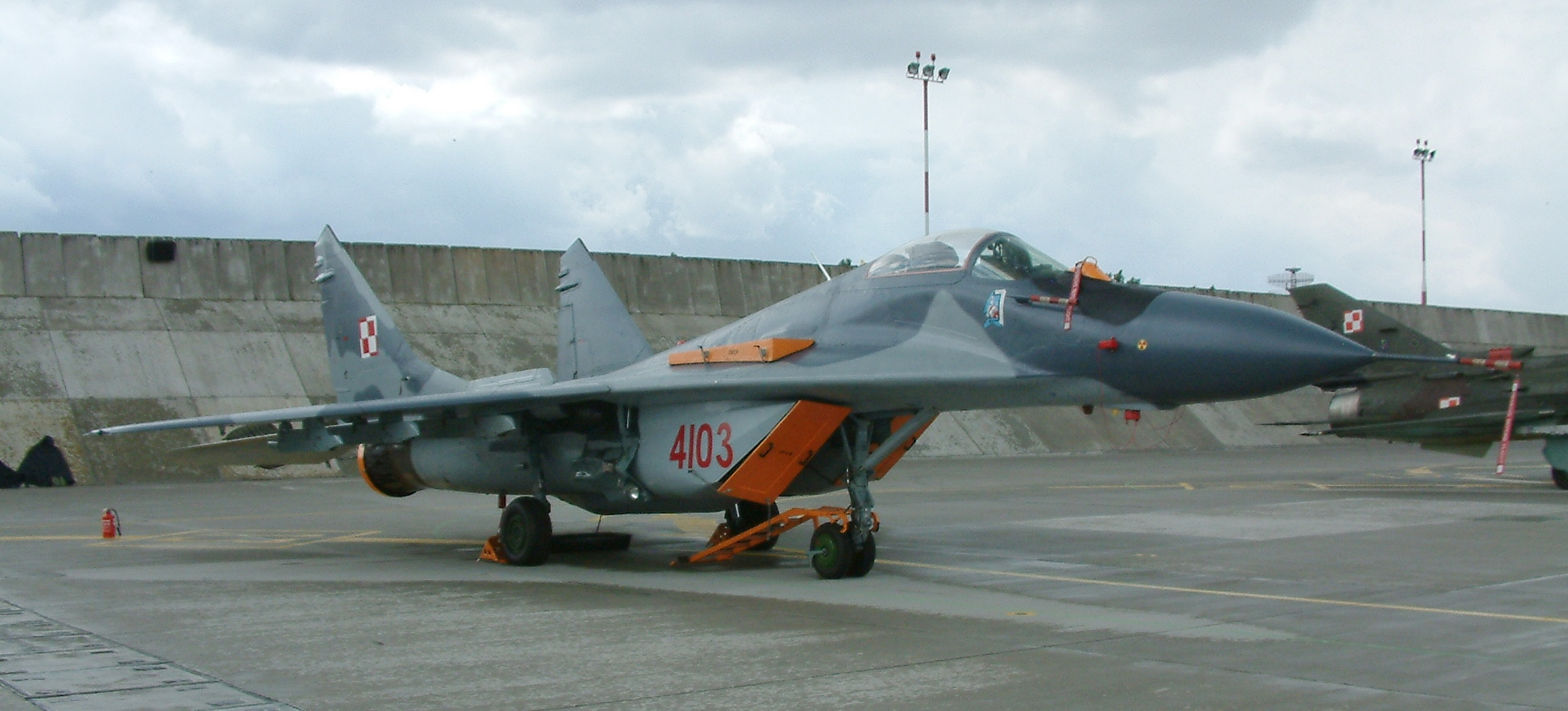
MiG-29

Międzynarodowa Wystawa „Air Fair”„Wszystko dla Lotnictwa” – targi branży lotniczej oraz wystawa dla publiczności odbywające się od 2007 corocznie na przełomie maja i czerwca w Bydgoszczy.

## Charakterystyka
Celem wystawy jest popularyzacja lotnictwa cywilnego i wojskowego. Ponadto umożliwia ona nawiązanie kontaktów i wymianę doświadczeń pomiędzy przedsiębiorcami, producentami i użytkownikami samolotów oraz sprzętu lotniczego z Polski i zagranicy.
Na targach prezentują swoje produkty i usługi m.in. producenci samolotów i śmigłowców, dostawcy części zamiennych, silników, osprzętu i akcesoriów, profesjonalnych urządzeń i narzędzi, paliw i smarów, systemów elektronicznych, nawigacyjnych, awioniki, realizujące dostawy sprzętu i uzbrojenia dla wojska czy służb mundurowych. Na targach są obecni także producenci wyposażenia lotniskowego, instytuty badawczo-rozwojowe, ośrodki szkoleniowe oraz szkoły i uczelnie. Podczas targów wręczane są nagrody i wyróżnienia "Air Fair" w postaci okolicznościowych statuetek.
Organizatorem targów są Wojskowe Zakłady Lotnicze nr 2 w Bydgoszczy. Co roku uczestniczy w nich od kilkudziesięciu do kilkaset wystawców oraz kilkanaście tys. osób zwiedzających. Targi są dwudniowe. Pierwszy dzień przeznaczony jest na obrady i konferencje przedsiębiorców, specjalistów i gości, a dzień drugi na wystawy z udziałem publiczności. Wstęp dla zwiedzających targi jest bezpłatny.

## Zakres tematyczny
- samoloty i śmigłowce
- szybowce, motoszybowce
- wyposażenie lotnisk
- technika satelitarna
- systemy napędowe i paliwa, materiały eksploatacyjne
- systemy i podzespoły, wyposażenie, akcesoria
- organizacje i linie lotnicze
- ośrodki kształcenia, instytuty badawcze
- media i wydawnictwa branżowe

W niektórych edycjach targów prezentowany jest również sprzęt służb mundurowych:
- uzbrojenie, sprzęt i wyposażenie indywidualne żołnierzy, policji, służb specjalnych
- sprzęt transportowy, pojazdy specjalistyczne dla służb mundurowych
- wyposażenie oraz sprzęt do obsługi sprzętu technicznego w warunkach polowych
- sprzęt radioelektroniczny i optoelektroniczny
- medycyna wojskowa
- wyposażenie centrów zarządzania kryzysowego

## Lokalizacja
Targi oraz wystawa lotnicza odbywają się na terenie Wojskowych Zakładów Lotniczych nr 2 w Bydgoszczy przy ul. Szubińskiej 107.

## Historia

### Air Fair 2007
Pierwsza edycja targów odbyła się 11-12 maja 2007. Brało w nich udział 39 wystawców.
Wystawa odbyła się pod patronatem Ministra Obrony Narodowej oraz przy współpracy V Międzynarodowych Targów Samolotów Lekkich i Ultralekkich. W wystawie brali udział czołowi producenci z Polski oraz wystawcy zagraniczni m.in. z Włoch, Czech, Słowacji, Ukrainy, Rosji, Białorusi.

### Air Fair 2008
W targach Air Fair 2008 brało udział 48 wystawców. Nagrodę główną otrzymała firma Progress Ukraina, a wyróżnienia: Oberon, Unimor Radiocom, Margański & Mysłowski Zakłady Lotnicze, Instytut Techniczny Wojsk Lotniczych, Air-Pol.

### Air Fair 2009
Targi Air Fair 2009 odbyły się w dniach 29-30 maja. Brało w nich udział 45 wystawców. Nagrodę główną otrzymała firma Wytwórnia Sprzętu Komunikacyjnego „PZL-Świdnik”, a wyróżnienia: JSC Phazotrone Ukraina, Instytut Techniczny Wojsk Lotniczych, Wojskowe Zakłady Elektroniczne, Wojskowe Zakłady Lotnicze nr 1.
Gośćmi specjalnymi byli m.in. podsekretarz stanu w MON ds. uzbrojenia i modernizacji Zenon Kosiniak-Kamysz, szef Inspektoratu Wsparcia Sił Zbrojnych gen. dyw. Zbigniew Tłok-Kosowski, dowódca Pomorskiego Okręgu Wojskowego gen. bryg. Zygmunt Duleba, szef Wojsk Lotniczych gen. bryg. pil. Ryszard Hać, dowódca 1. Brygady Logistycznej gen. bryg. Dariusz Łukowski.
Na wystawie zgromadzono samoloty i śmigłowce cywilne oraz wojskowe m.in.: Iskra, Cirrus SR22, Cessna, Beechcraft 58P Baron, Cessna 421 Golden Eagle III, Sonex, Cessna SkyLane, Piper PA-28 Cherokee, Zodiac CH 601, samoloty używane w przeszłości w polskim lotnictwie wojskowym: MiG-17, MiG-21, MiG-23, Su-7BM, Jak-12 i cywilnym: RWD-5R, dwupłat CSS-13. Siły zbrojne reprezentowały nie tylko statki powietrzne (Su-17, MiG-29), ale też wystawa aranżowana przez Inspektorat Wsparcia Sił Zbrojnych, m.in. pojazdy Skorpion-3. Na wystawie były eksponowane również statki powietrzne bydgoskiej Lotniczej Grupy Poszukiwawczo-Ratowniczej, wchodzącej w skład 2 Eskadry Lotnictwa Transportowo-Łącznikowego.

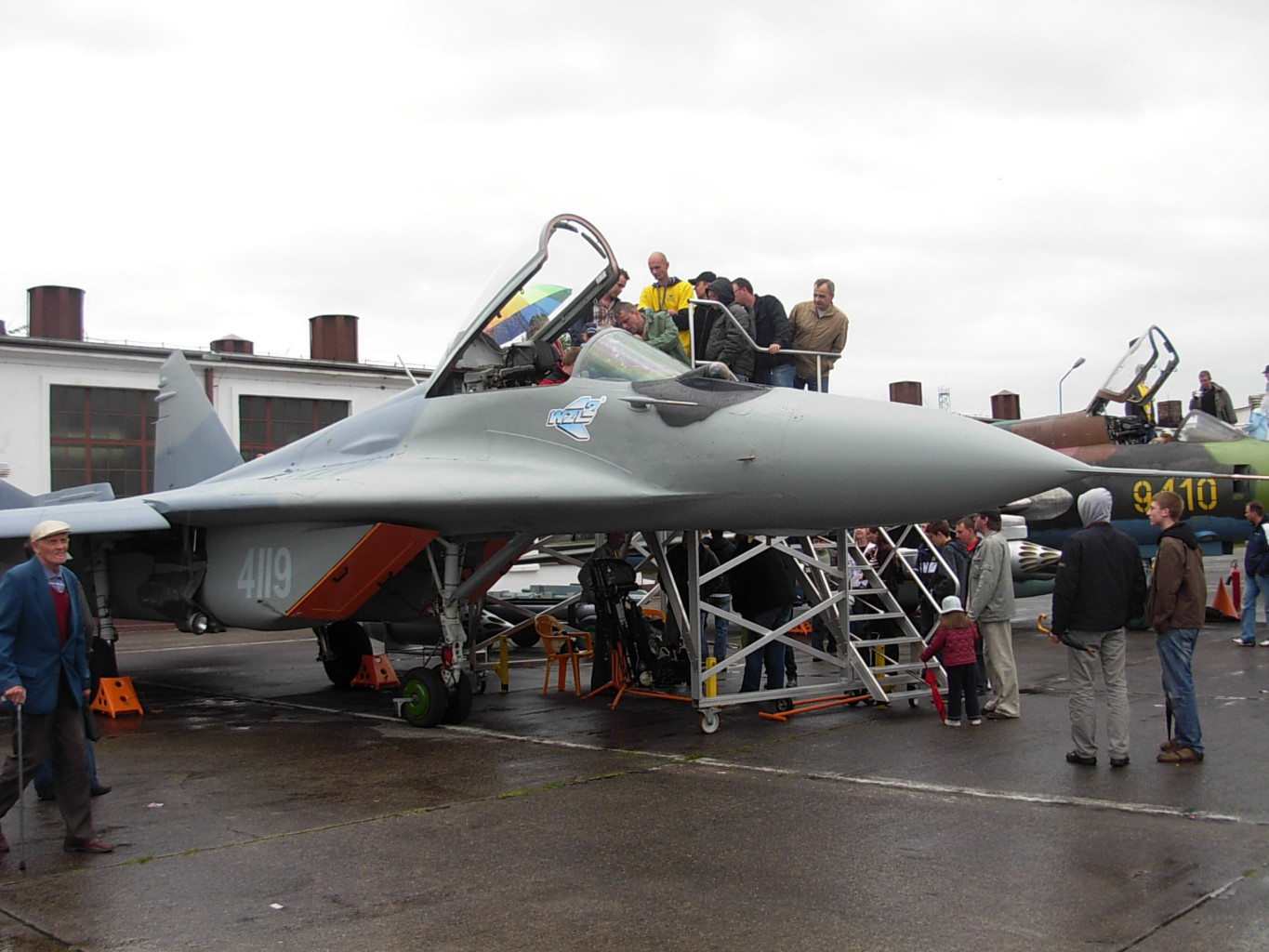
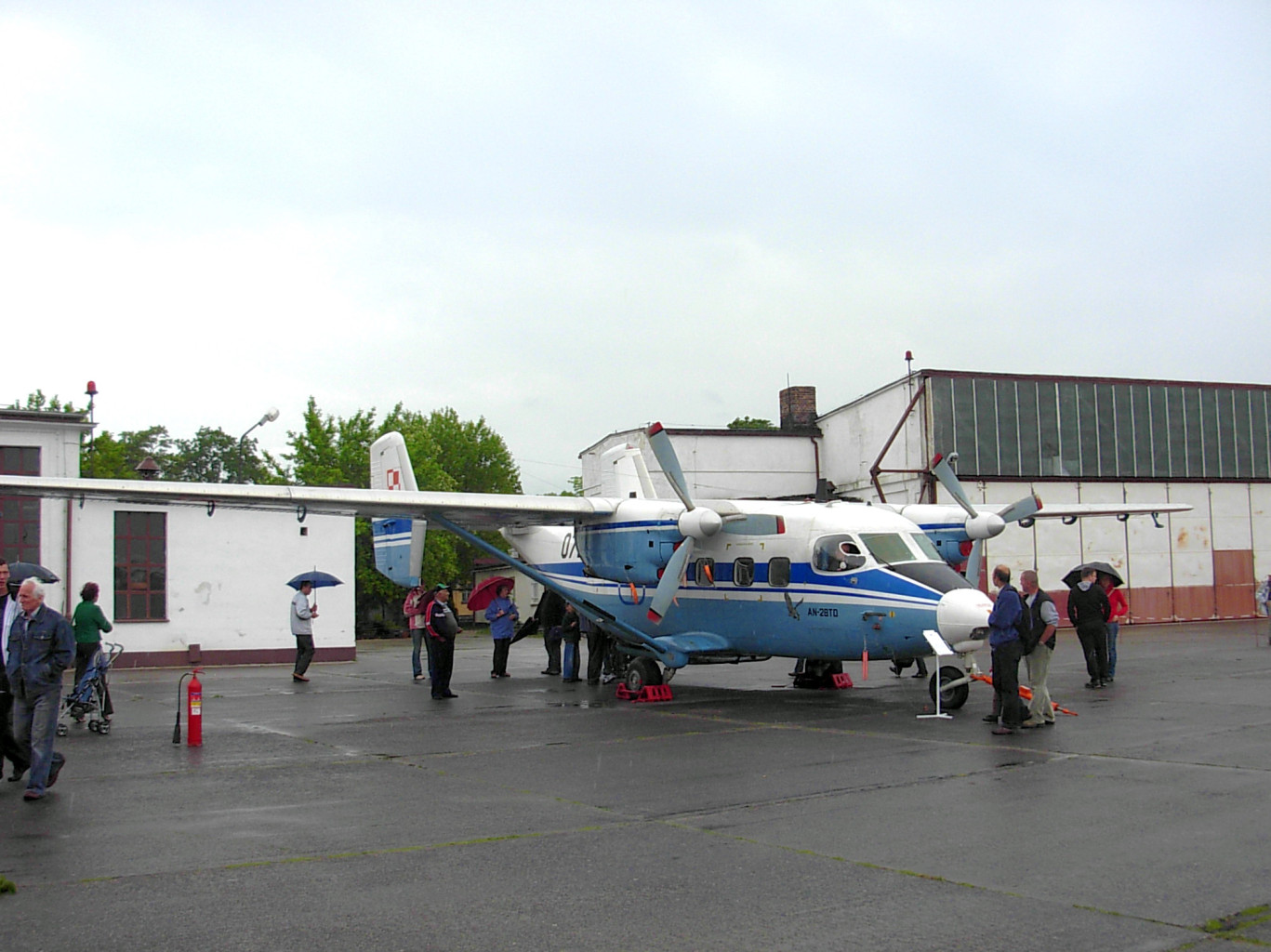
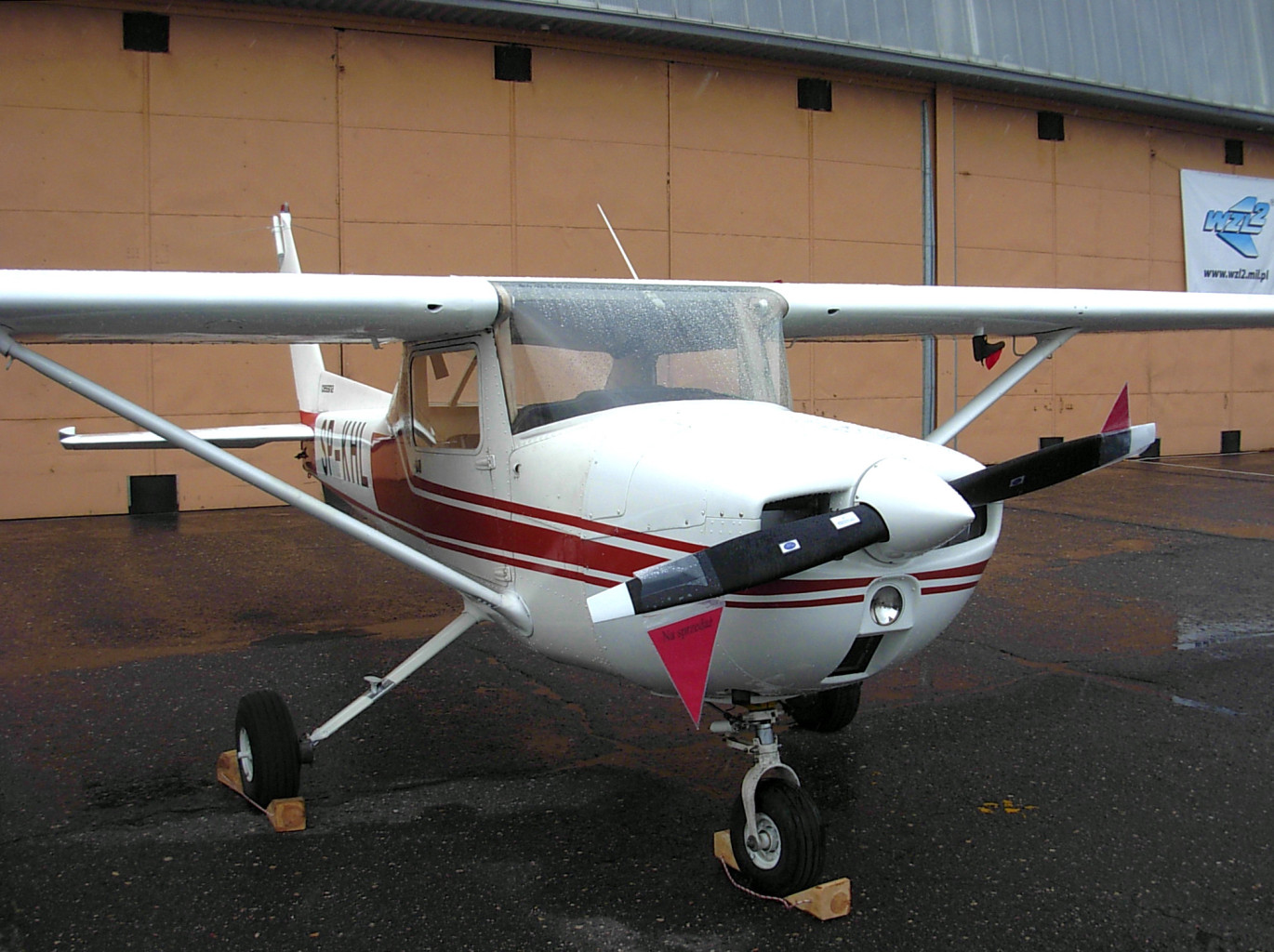
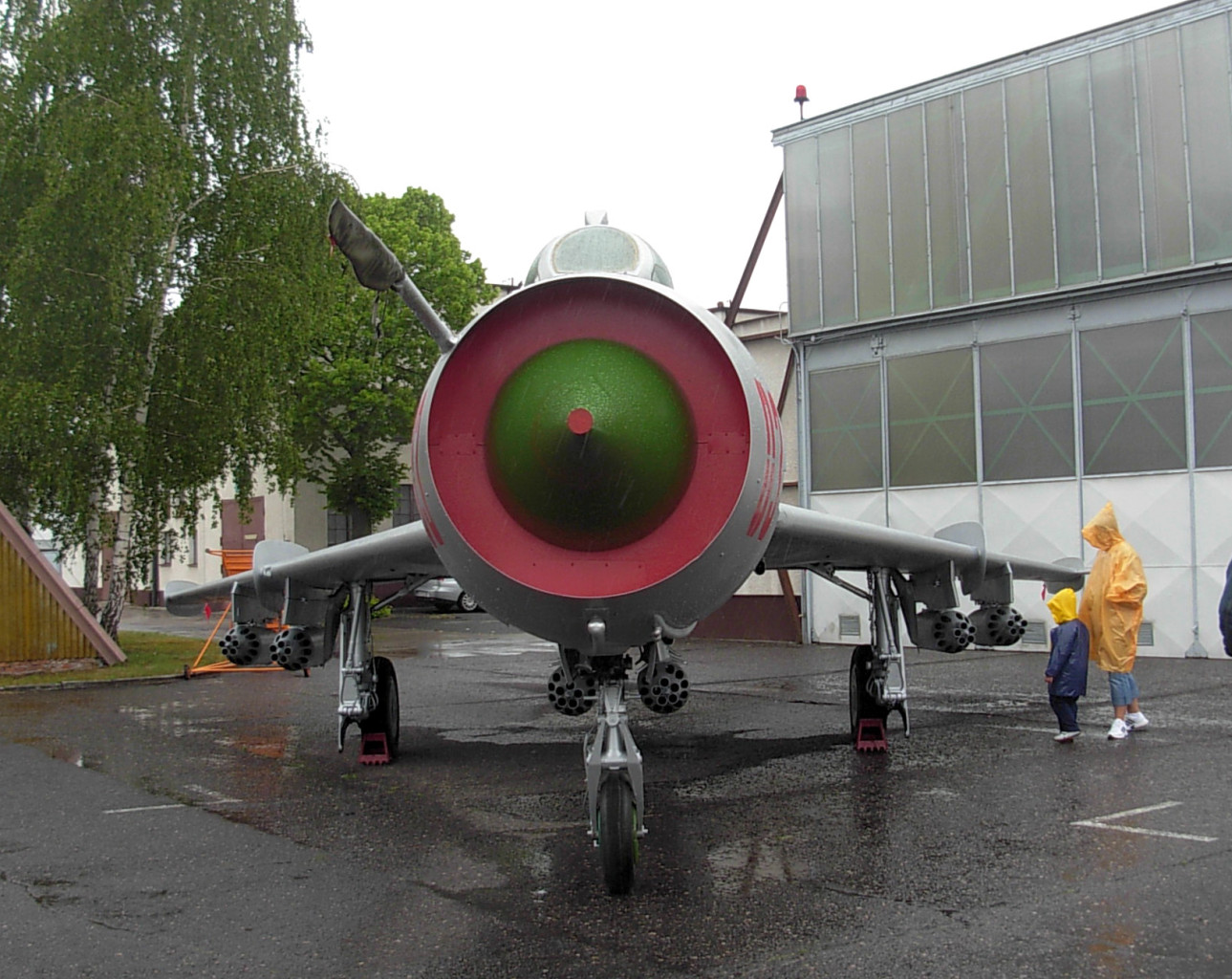

### Air Fair 2010
W targach Air Fair 2010 brało udział 115 wystawców.
Współorganizatorem było Stowarzyszenie na Rzecz Służb Mundurowych, które jednocześnie zorganizowało II Międzynarodową Wystawę Logistyki Służb Mundurowych „Supply 2010”. Nagrodę główną Grand Prix Air Fair 2010 otrzymała firma Aero AT za osiągnięcia w dziedzinie projektowania i wdrażania do produkcji samolotów szkolno-turystycznych. Wyróżnienia otrzymały: Flow Technics, Instytut Techniczny Wojsk Lotniczych, Megmar, Inspektorat MON ds. Bezpieczeństwa Lotów.
Na wystawie można było oglądać samoloty wojskowe, m.in.: MiG-29, Su-22, Su-7, Jak-12 i Jak-18, historyczne: TS-8 Bies, RWD-5 oraz śmigłowce, m.in.: W-3 Sokół, Mi-24, Kaman SH-2 Seasprite. Wśród samolotów cywilnych były m.in.: Cirrus, Cessna, Sonex, Zodiak. Wśród atrakcji były również pokazy motolotni i paralotni, występy artystyczne oraz wystawa sprzętu 1 Brygady Logistycznej.

### Air Fair 2011
W targach Air Fair 2011 brało udział 83 wystawców. Były one połączone z III Wystawą Logistyki Służb Mundurowych „Supply 2011”. W uroczystości otwarcia targów uczestniczyli: Marcin Idzik - Podsekretarz Stanu ds. Uzbrojenia i Modernizacji w Ministerstwie Obrony Narodowej, gen. Mieczysław Cieniuch - szef Sztabu Generalnego Wojska Polskiego, gen. broni pil. Lech Majewski - dowódca Sił Powietrznych, gen. dyw. Zbigniew Tłok-Kosowski - szef Inspektoratu Wsparcia Sił Zbrojnych, parlamentarzyści, przedstawiciele władz wojewódzkich i miejskich.
Na wystawie zgromadzono przede wszystkim samoloty myśliwskie, transportowe, cywilne oraz śmigłowce: MiG-21, MiG-23, MiG-29, Su-7, Su-20, Su-22, M-28 Bryza, Lim-5, SW-4 Puszczyk, CSS-13, Jak-12, Pipistrel Virus 912, Piper Warrior, Zodiac, Robinson R44, Morane-Saulnier, Sonex, Cirrus SR22, wiatrakowiec SPXEND, AT3, AT4, SOVA, CTLS, Cessna 150, Cessna 172, Cessna 421, 3Xtrim, Jabiru J 430, Zlín Z-26 Trenér, PZL W-3 Głuszec oraz sprzęt wojskowy: czołg PT-91 Twardy, kołowy transporter opancerzony Rosomak, wóz zabezpieczenia technicznego WZT-3 oraz pojazdy logistyczne.
Nagrody otrzymały firmy: Wytwórnia Sprzętu Komunikacyjnego „PZL-Świdnik”, Progress, WCBKT S.A., Arpol, Instytut Techniczny Wojsk Lotniczych.

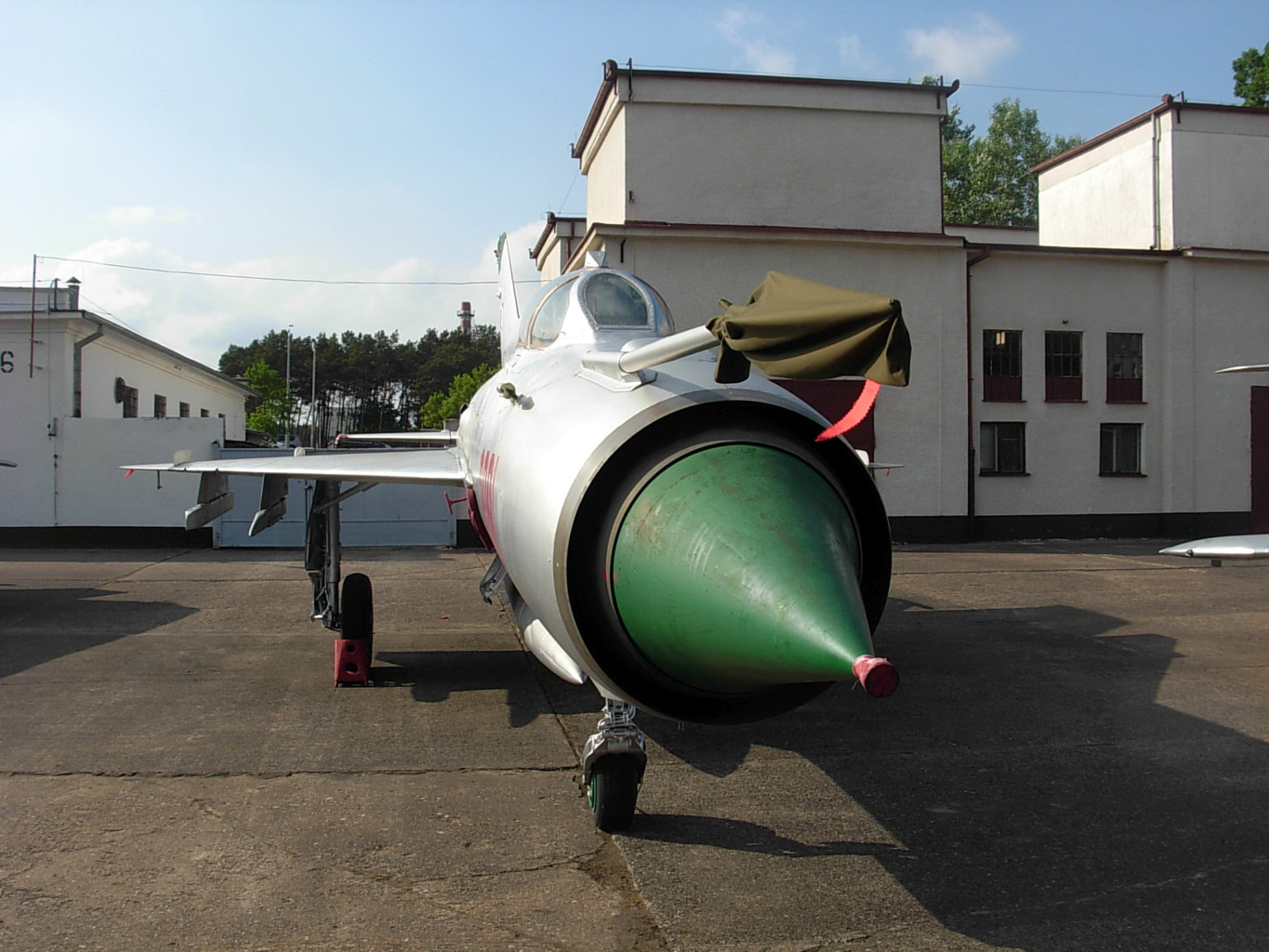
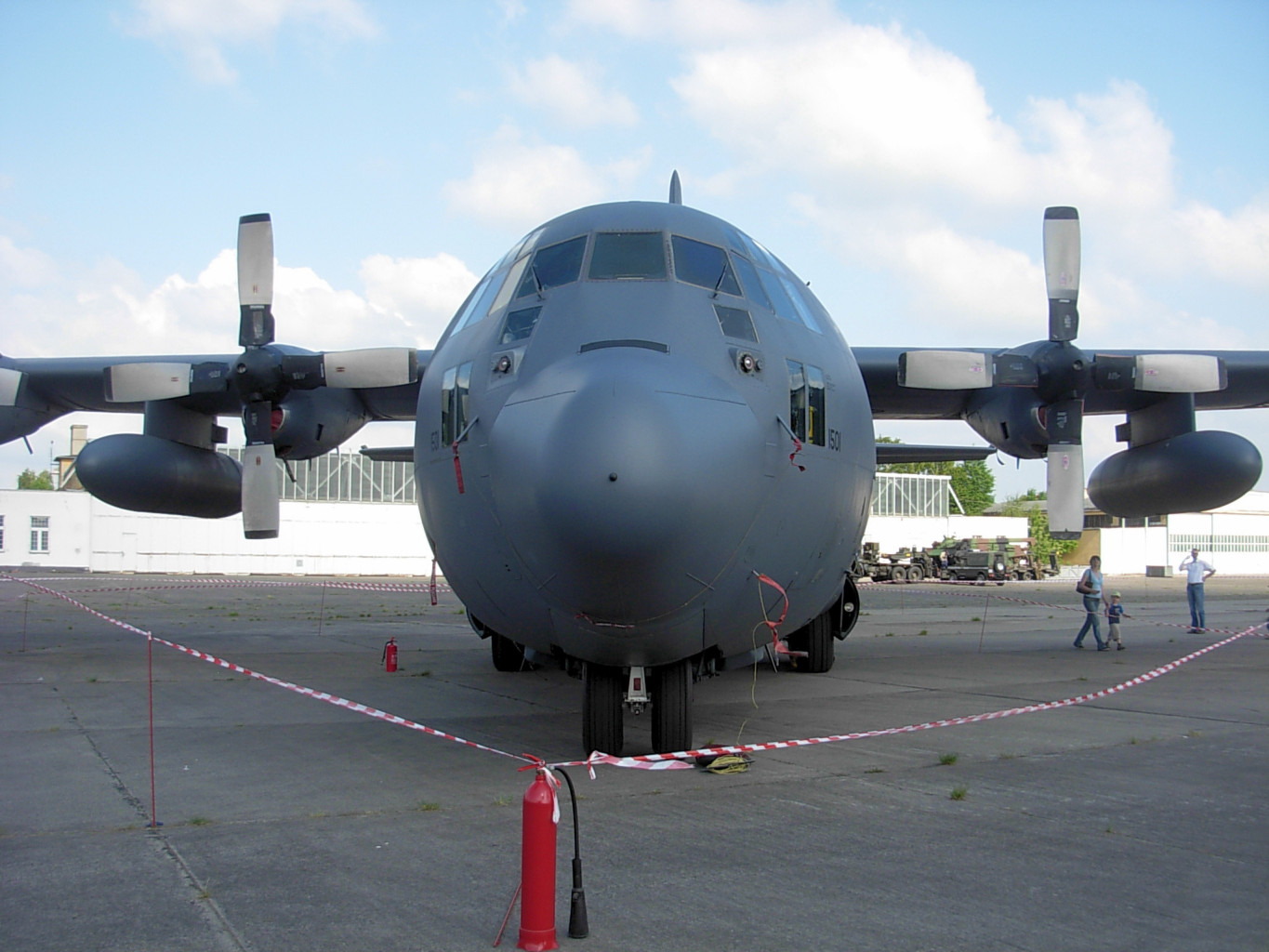
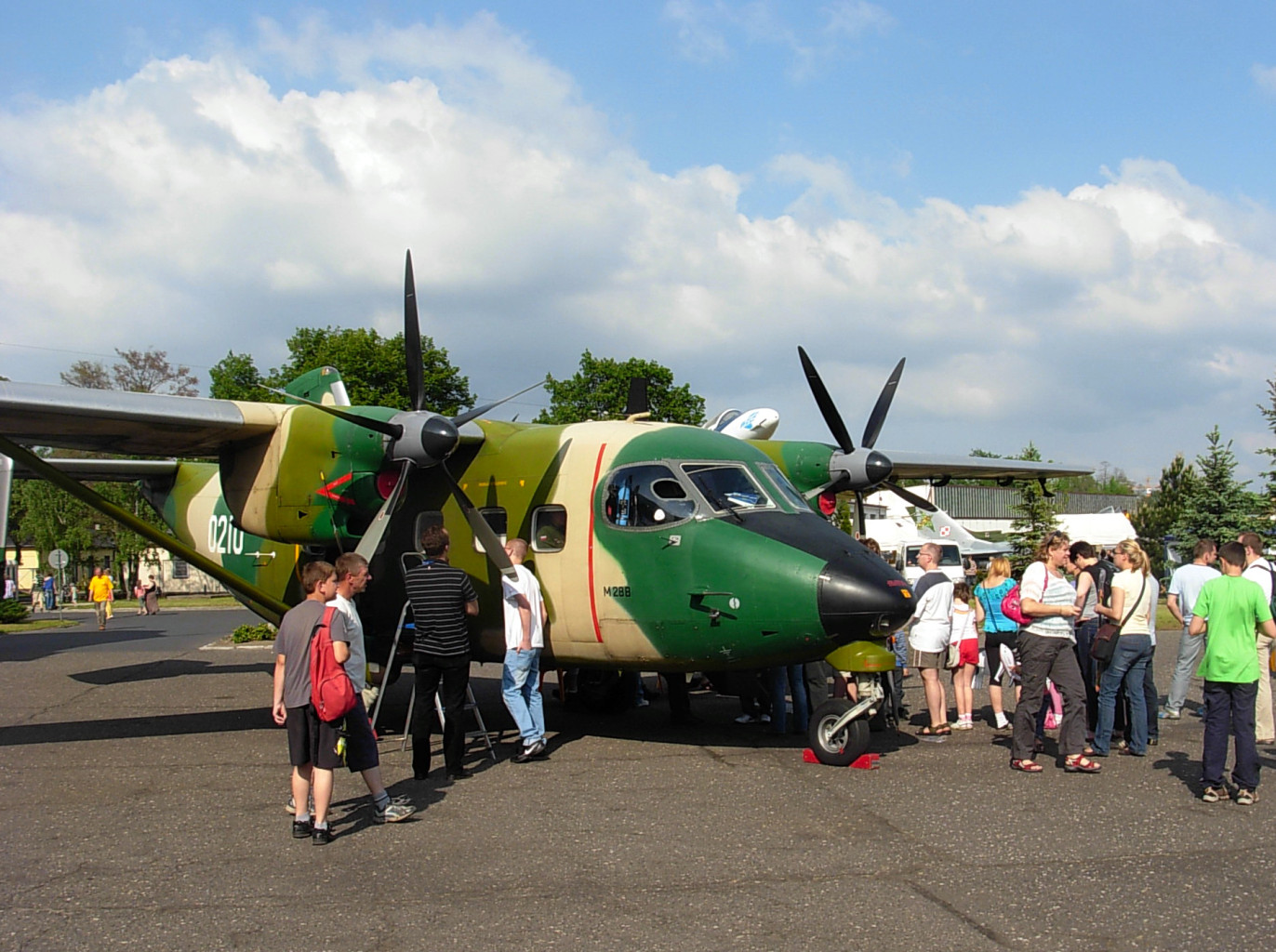
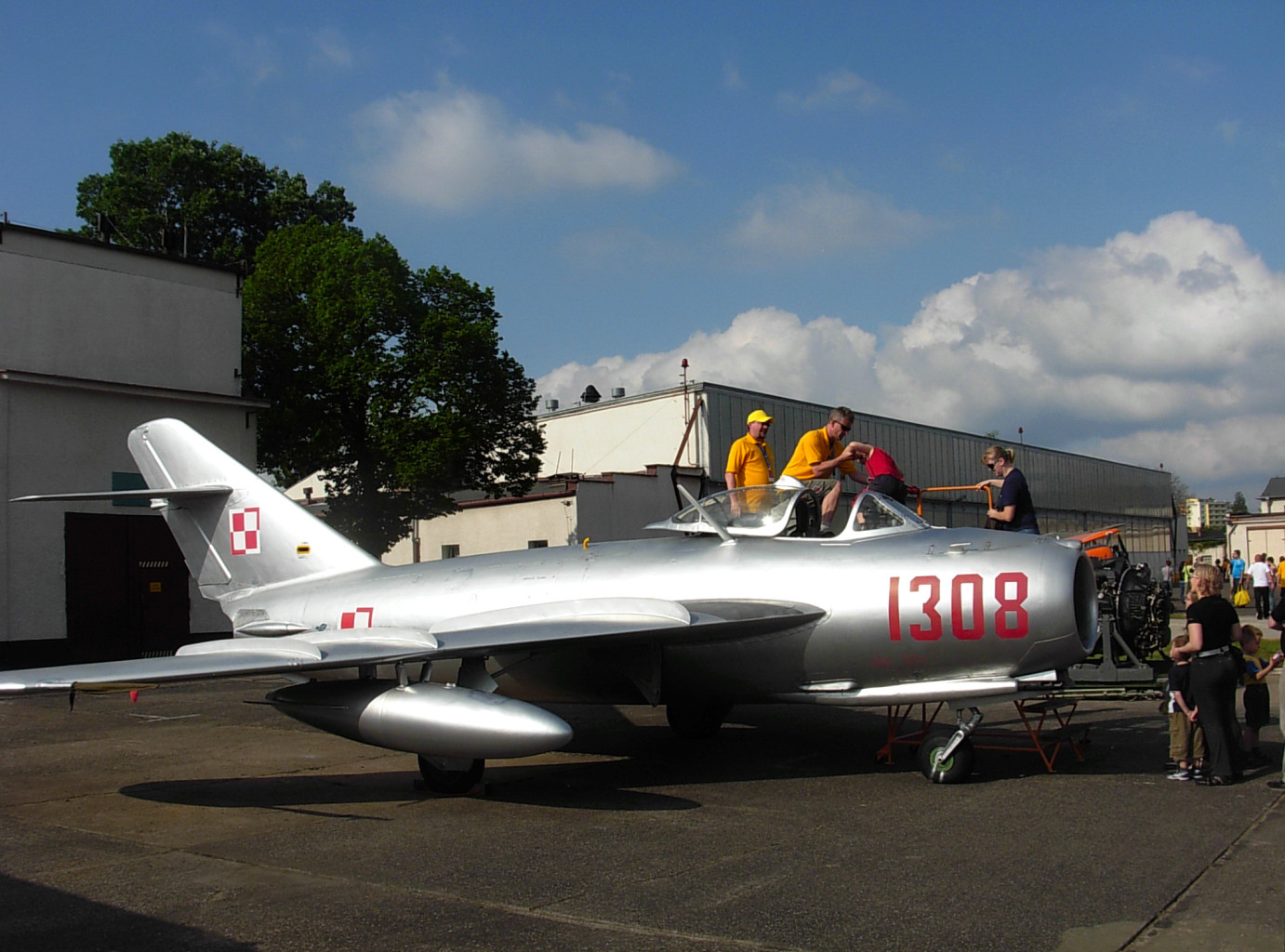
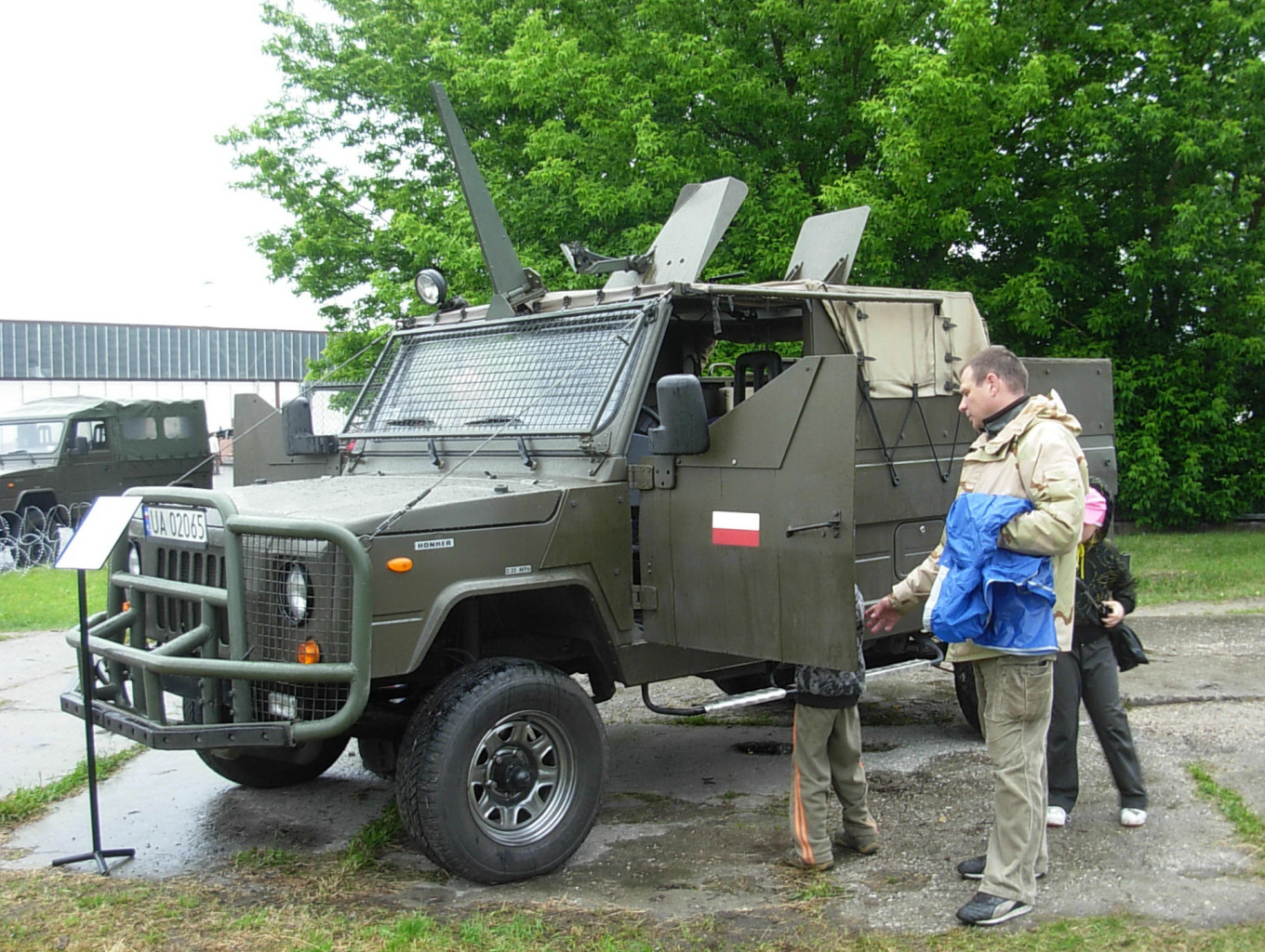
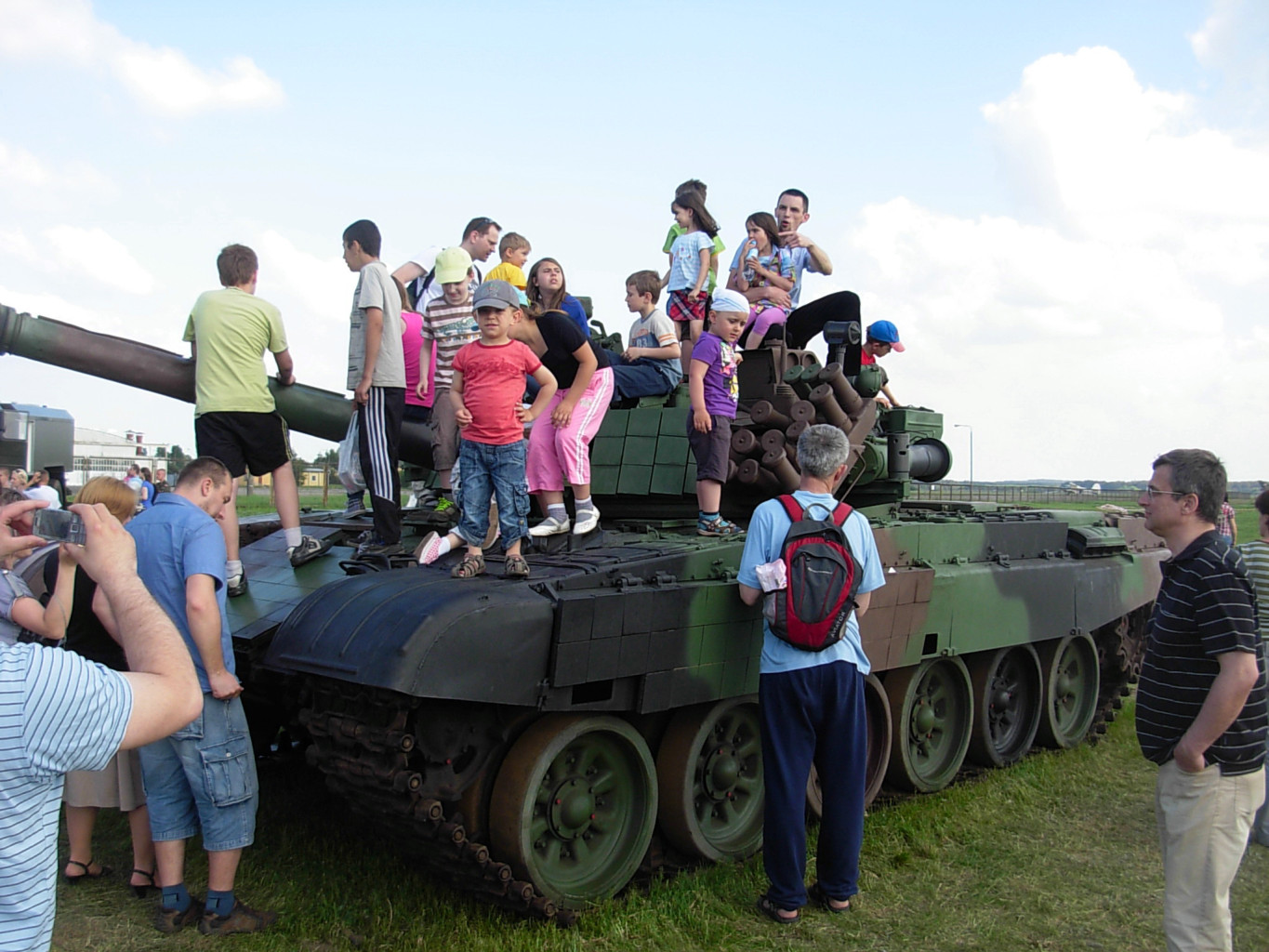
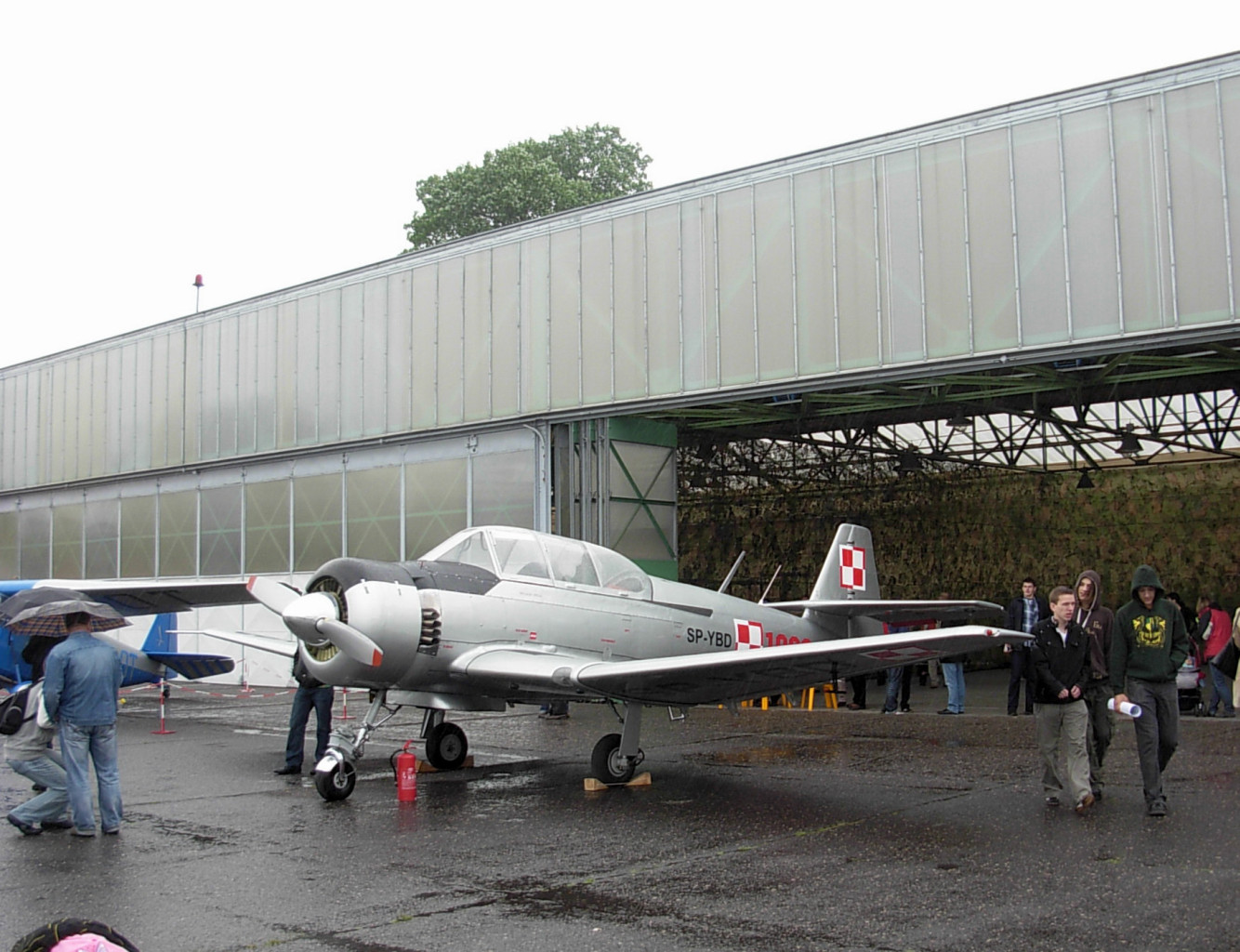

### Air Fair 2012
W targach Air Fair 2012 brało udział 74 wystawców. Atrakcją wystawy był wyprodukowany w PZL Mielec śmigłowiec Sikorsky UH-60 Black Hawk oraz największy samolot polskich Sił Powietrznych Lockheed C-130 Hercules. Zaprezentowano symulator lotu oraz nową lakiernię bydgoskich Wojskowych Zakładów Lotniczych, w której są malowane polskie F-16.
Nagrody otrzymały firmy: Russian Aircraft Corporation „MIG”, TELDAT, UKROBORONSERVICE, Israel Aerospace Industries, Motor Sich.

### Air Fair 2013
W targach Air Fair 2013 brało udział 72 wystawców. Nagrody otrzymały firmy: Inspektorat Wsparcia Sił Zbrojnych, Polska Izba Producentów na Rzecz Obronności Kraju, Russian Aircraft Corporation, Ukroboronprom, TELDAT.

### Air Fair 2014
W targach Air Fair 2014 brało udział 98 wystawców. Odbywały się pod hasłem „Innowacje przyszłości”, a patronat objęli minister obrony narodowej Tomasz Siemoniak, marszałek województwa kujawsko-pomorskiego Piotr Całbecki, prezydent Bydgoszczy Rafał Bruski oraz prezes Aeroklubu Polskiego Włodzimierz Skalik. Wśród gości znaleźli się przedstawiciele: Ministerstwa Obrony Narodowej, Sztabu Generalnego oraz Inspektoratu Wsparcia Sił Zbrojnych. Nagrody otrzymały firmy: TELDAT, Instytut Lotnictwa, Instytut Techniczny Wojsk Lotniczych, Wojskowe Zakłady Lotnicze nr 1, Polskie Zakłady Lotnicze Mielec, Wytwórnia Sprzętu Komunikacyjnego „PZL-Świdnik”, Zakłady Mechaniczne „Tarnów”, Wojskowe Centralne Biuro Konstrukcyjno-Technologiczne, UKROBORONSERVICE.

### Air Fair 2015
W targach Air Fair 2015 brało udział 116 wystawców. W pierwszym dniu odbyło się m.in. sympozjum „Nowoczesność i bezpieczeństwo” oraz wmurowano kamień węgielny pod nowy hangar WZL. W drugim dniu wystawiano samoloty cywilne: RWD-5, Jak-18, CSS-13, Stearmann, De Havilland DH82A, Diamond DA40, Bell 429, Guimball, Pilatus PC-12, Cirrus SR22, Virus SW, Alpha Trainer, Tecnam, Morane-Saulnier Rallye, Bristeil Classic, Bristeil RG, Bristell TDO, Cessna 152, Extra 300, Zlín Z-26 Trenér, Cessna 172, Cessna 150, An-2, Sonex, Piper PA-28 Cherokee, Pionieer 200, Pionieer 300, Dedal i wojskowe: Lockheed C-130 Hercules, PZL M28 Bryza, CASA C-295, Mi-24, F-16, W3, Su-22, MiG-29.
Nagrody otrzymały firmy: Instytut Techniczny Wojsk Lotniczych za bezzałogowy statek powietrzny pionowego startu i lądowania, Israel Aerospace Industries, Progress, Rosomak, MEGMAR Logistics & Consulting, Fabryka Broni „Łucznik”, Pipistrel Aircraft.

### Air Fair 2016
Targi odbyły się w dniach 20-21 maja 2016. W pierwszym dniu wystawy odbył się cykl seminariów pod hasłem „Przyszłość Systemów Bezzałogowych Statków Powietrznych w Polsce”. Jednym z omawianych tematów były „Nowe wizje w projektowaniu Bezzałogowych Systemów Powietrznych”. Z okazji 70-lecia Wojskowych Zakładów Lotniczych Nr 2 S.A. teren Wystawy został znacznie rozszerzony, a hangary, do który na co dzień mają dostęp wyłącznie pracownicy, zostały otwarte dla Zwiedzających. 

### Air Fair 2017
XI edycja Targów miała miejsce w dniach 26-27 maja 2017 r. na terenie Wojskowych Zakładów Lotniczych Nr 2 S.A. Uczestniczyło w nich 98 wystawców.

### Air Fair 2018
W 2018 z powodu zmiany formuły wystawy, Air Fair nie odbyła się.

### Air Fair 2019
Odbyła się w dniach maja 2019. Uczestniczyło w niej blisko 100 wystawców.